# エリザベス・ヒルデン
エリザベス・ヒルデン（Elizabeth Hilden、又はElizabeth Ann Hilden, 1973年11月4日 - ）は、アメリカの女性モデル。
1995年6月号の米国版ペントハウス誌においてペット・オブ・ザ・マンスを獲得、その後読者投票において1997年度のペット・オブ・ザ・イヤーに選出された。